# Bitterstoff
| Strukturformeln einiger Bitterstoffe                |
| --------------------------------------------------- |
| Chinin Ein Wirkstoff gegen Malaria                  |
| Humulon Kommt in Hopfen und Bier vor                |
| Cucurbitacin E Gift in Gurkenpflanzen und Kürbissen |
| Koffein Stimulans in Kaffee und Tee                 |

Als Bitterstoffe werden alle chemischen Verbindungen bezeichnet, die durch Aktivierung von T2R (G-Protein-gekoppelter Rezeptor) einen bitteren Geschmack aufweisen. Sie können sowohl aus der Natur kommen als auch synthetisch hergestellt werden.  Bitterstoffe sind keine chemisch einheitliche Gruppe, sondern zeichnen sich nur dadurch aus, dass sie bitter schmecken.
Bitterstoffe steigern reflektorisch die Magen- und Gallensaftsekretion und wirken daher appetitanregend und verdauungsfördernd. Viele sind allerdings giftig, sodass sie aus vielen Pflanzen herausgezüchtet wurden, um diese überhaupt genießbar zu machen.

## Vorkommen und Bedeutung

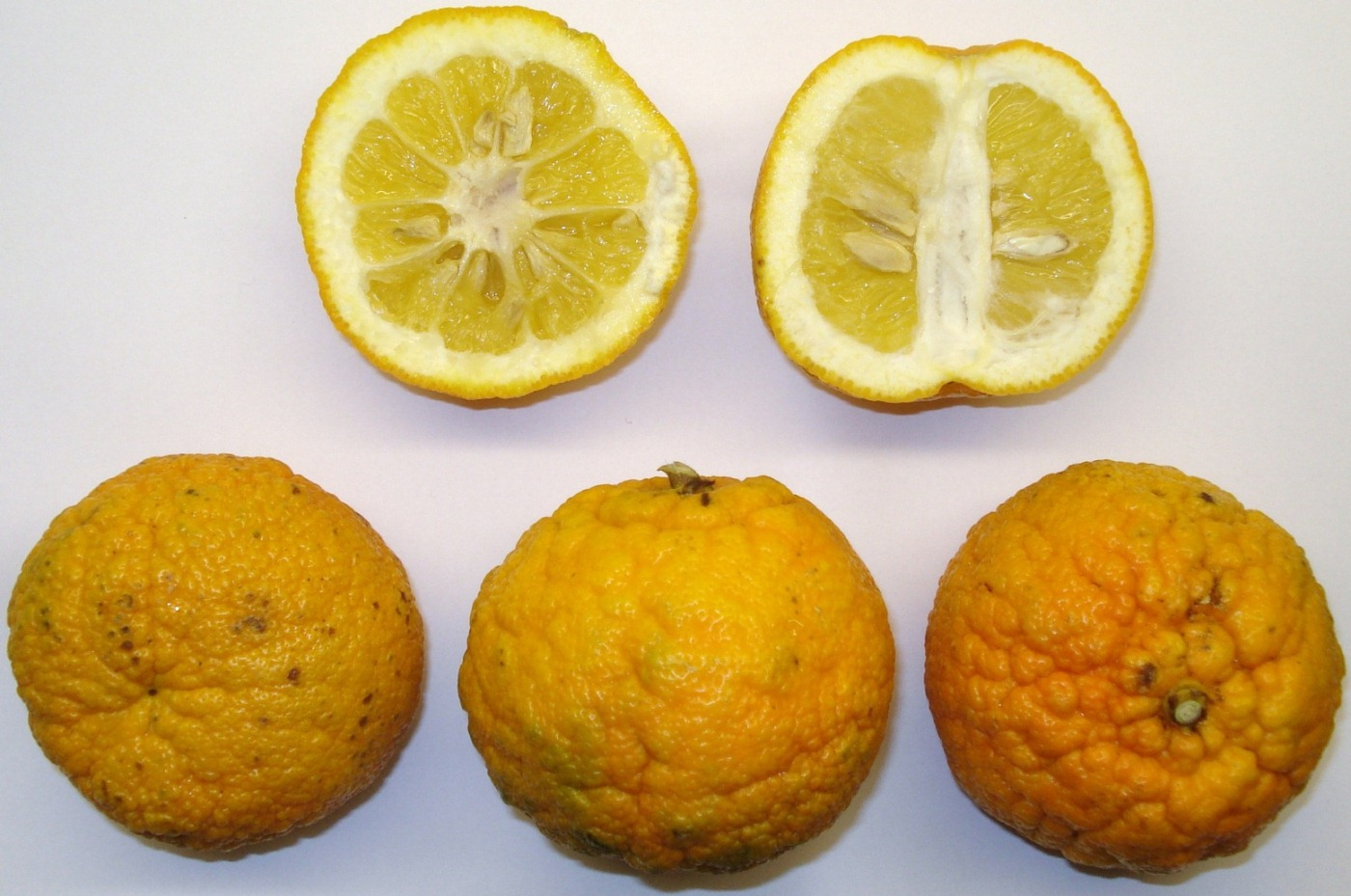
Bitterorange (Pomeranze) verdankt ihren Namen den Bitterstoffen

Bitterstoffe kommen natürlicherweise in fast allen Pflanzen vor. Für einige Pflanzen, wie Bittermandeln oder Bitterorangen, sind sie sogar namensgebend. Oft wirken sie für die Pflanze als Schutz gegen Fraßfeinde, für die sie wegen ihres Geschmacks ungenießbar ist. In vielen kultivierten Gemüsesorten wurde der Gehalt durch Züchtung reduziert, um sie genießbar zu machen, wohingegen in Wildpflanzen oder älteren Sorten oft noch hohe Gehalte an Bitterstoffen vorhanden sind. Im Gegenzug ist der bittere Geschmack ein natürlicher Schutz vor Giftstoffen, da diese oftmals bitter schmecken.
Darüber hinaus gibt es auch synthetische Bitterstoffe. Beispiele dafür sind Denatoniumbenzoat, der bislang bitterste bekannte Stoff überhaupt, und Phenylthiocarbamid.

## Chemische Zusammensetzung
Bitterstoffe besitzen keine einheitliche chemische Zusammensetzung, so können die Vertreter verschiedener Stoffgruppen bitter schmecken. Viele Bitterstoffe kommen unter anderem unter den Alkaloiden, Glycosiden und Isoprenoiden vor. Auch verschiedene Stereoisomere eines Stoffes können unterschiedlich schmecken, so ist die L-Form der Aminosäure Tryptophan ein Bitterstoff, während die D-Form ein Süßstoff ist.

## Physiologische Wirkung
Bitterstoffe regen über Bitterstoffrezeptoren auf den Geschmacksknospen per Reflex die Bildung von Speichel- und Magensaftsekretion an, was zu einer Appetiterhöhung führt. Außerdem wird im Magen das Hormon Gastrin ausgestoßen, das Magen- und Darmbewegung sowie die Produktion von Gallen- und Pankreasflüssigkeit anregt und damit die Verdauung erleichtert und Verdauungsbeschwerden vorbeugt. Durch zu hohe Aufnahme können allerdings auch entgegengesetzte Wirkungen auftreten.
Seit wenigen Jahren ist bekannt, dass sich Bitterstoffrezeptoren auch im kompletten Verdauungstrakt und in weiteren Organen wie in der Haut und im Gehirn befinden, wodurch weitere physiologische Einflüsse möglich sind. Beispielsweise induzieren die Bitterstoffrezeptoren in der Haut den Aufbau der Hautbarriere.

## Nutzung in der Medizin
In der klassischen Medizin werden Bitterstoffe zur Appetitanregung z. B. bei Achylie oder Appetitlosigkeit und bei Mundtrockenheit empfohlen.
Bei Hildegard von Bingen werden Bitterstoffe als „Appetithemmer“ bezeichnet.
Substanzen, die von ihrem Geschmack unabhängige, starke pharmakologische Wirkungen haben, werden in der Regel nicht medizinisch als Bitterstoffe eingesetzt.
Einige Bitterstoffe wie Koffein, Theobromin und andere psychoaktive Substanzen haben die Eigenschaft, die Blut-Hirn-Schranke passieren zu können. Ein medizinisch bedeutender Bitterstoff ist das aus Chinarinde gewonnene Alkaloid Chinin, das zur Behandlung von Malaria eingesetzt wird.
Bitterstoffe sollten aufgrund der physiologischen Auswirkungen nicht bei Hyperazidität des Magens, Magengeschwüren, Ulcus duodeni oder Gallensteinen zugeführt werden.

### Pflanzenheilkunde
Schon in den Rezepten von antiken, mittelalterlichen und frühneuzeitlichen Autoren wie Hippokrates, Hildegard von Bingen oder Leonhart Fuchs werden heimische Bitterkräuter gegen verschiedene innere Leiden empfohlen. Heute basiert ein Drittel aller pflanzlichen Heilmittel auf bitteren Zutaten.
Bitterstoffdrogen (Amara) sind Heilpflanzen, bei denen die Wirkung der Bitterstoffe im Vordergrund steht. Diese werden in vier Klassen eingeteilt.
Bei reinen Bitterstoffdrogen (Amara pura) steht die Bitterwirkung allein im Vordergrund. Beispiele dafür sind: Enziane, Artischocke, Tausendgüldenkraut und Löwenzahn.
Aromatische Bitterstoffe (Amara aromatica) enthalten neben Bittermitteln auch ätherische Öle. Beispiele sind: Hopfen, Bitterorange, Wermut und Engelwurz.
Daneben gibt es Bitterstoffdrogen, die auch Scharfstoffe enthalten (Amara acria) wie zum Beispiel Ingwer oder Galgant und solche, die Schleimstoffe enthalten (Amara mucilacinosa) wie etwa Isländisch Moos.
Allgemein werden sie bei verschiedenen somatoformen Störungen wie Stress, Müdigkeit oder Erschöpfung eingesetzt und ihnen wird eine antidepressive Wirkung sowie eine allgemeine kräftigende Wirkung nachgesagt. Deshalb sind sie häufig als Tinktur oder Teezubereitung in frei verkäuflichen „Tonika“ (Kräftigungsmitteln) oder Geriatrika enthalten. Eine mögliche wissenschaftliche Erklärung für die allgemeinen positiven Effekte sind die Bitterstoffrezeptoren im Darmbereich. Diese könnten zu Rückwirkungen auf das ZNS und das Vegetative Nervensystem führen.

Bilder einiger Bitterstoffdrogen
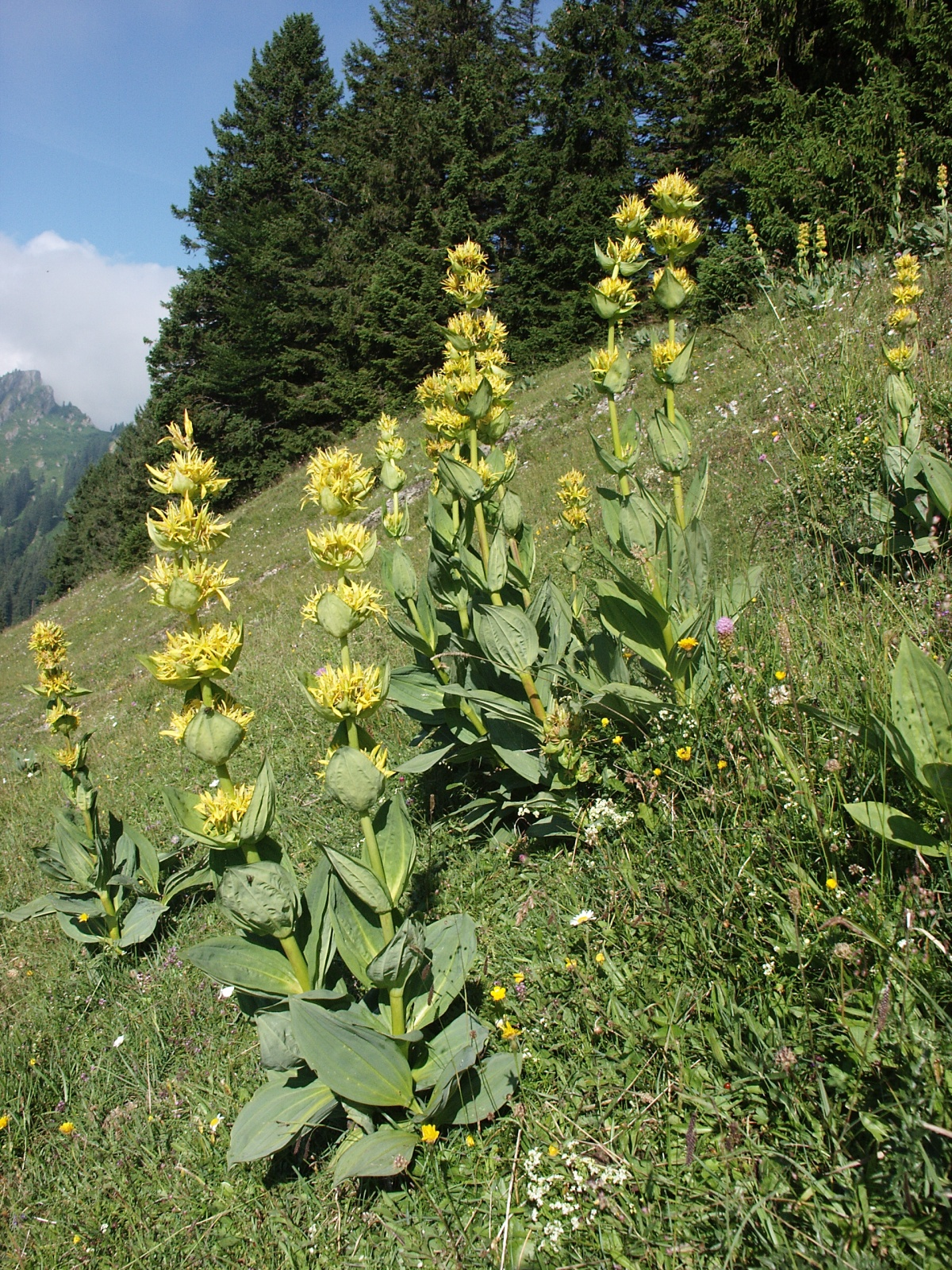
Gelber Enzian
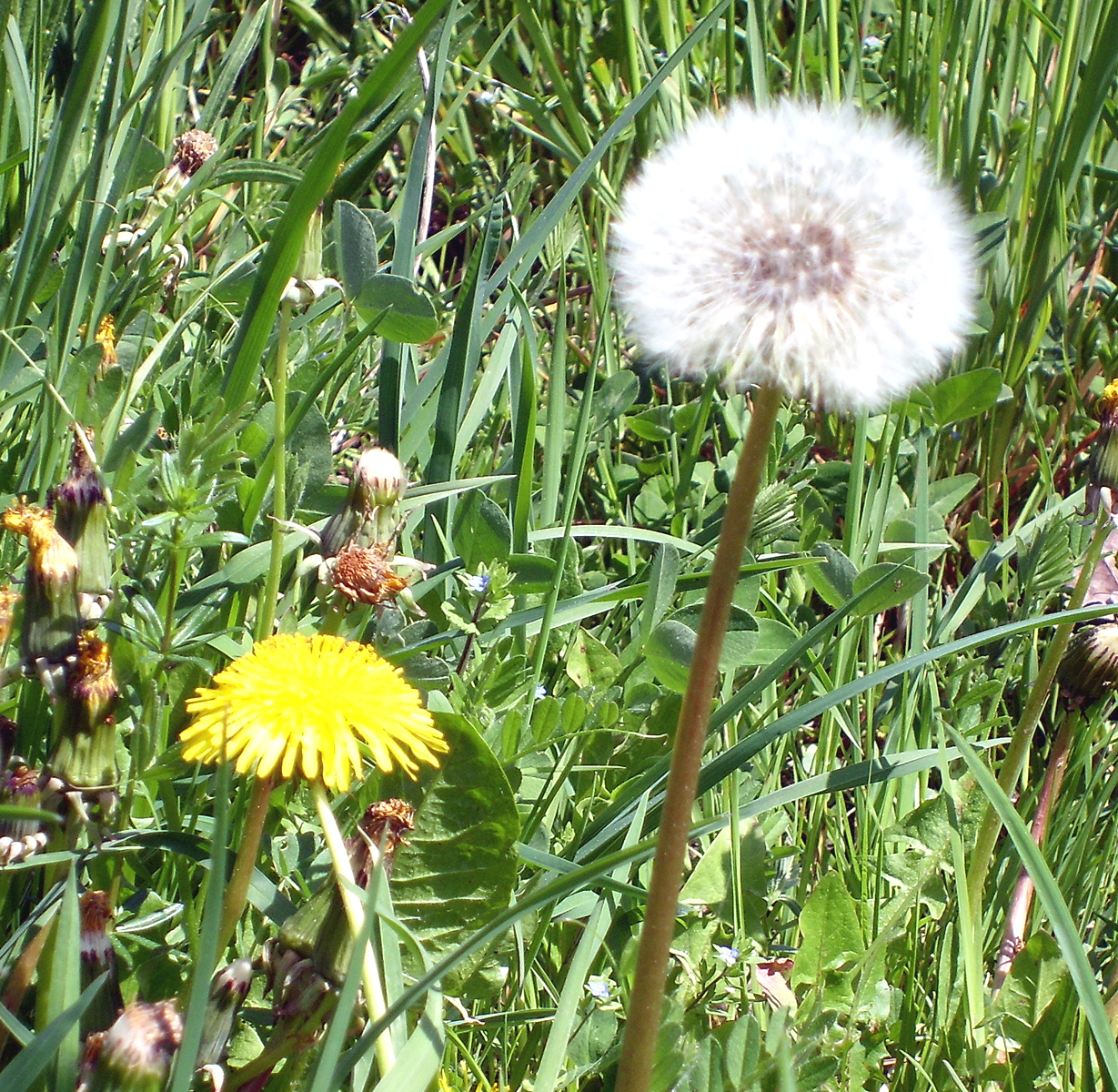
Löwenzahn
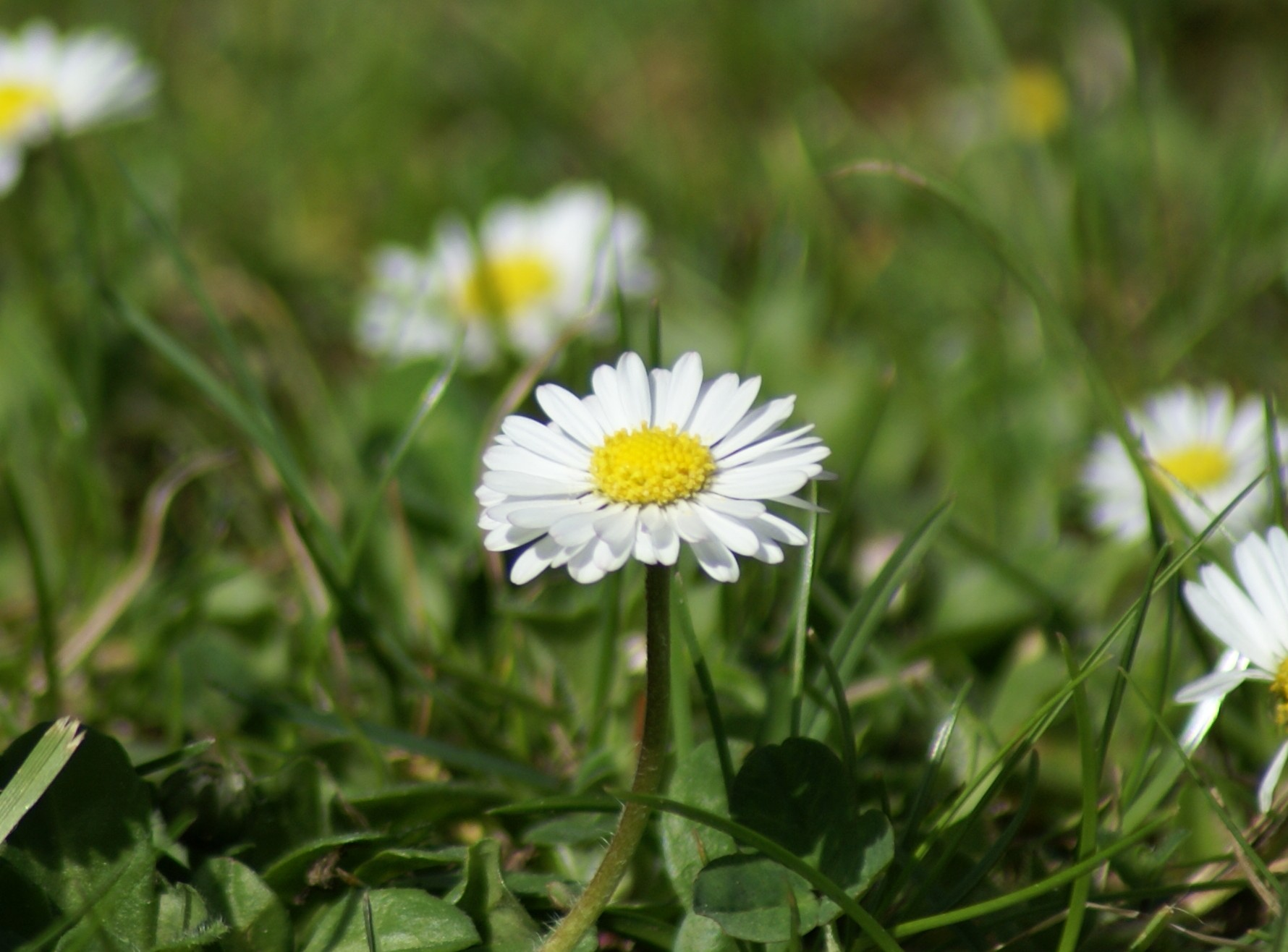
Gänseblümchen
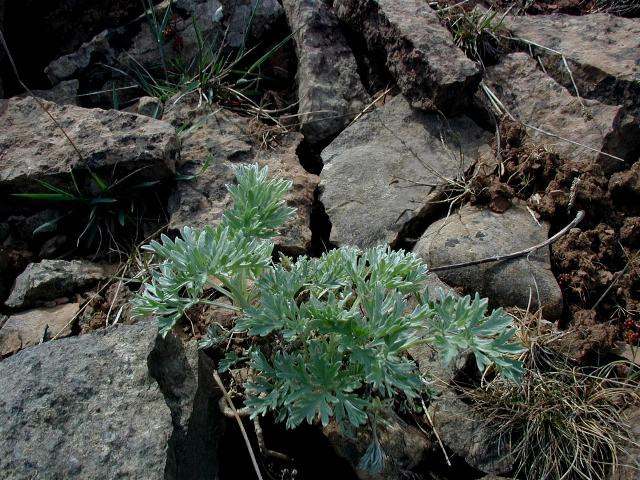
Wermut
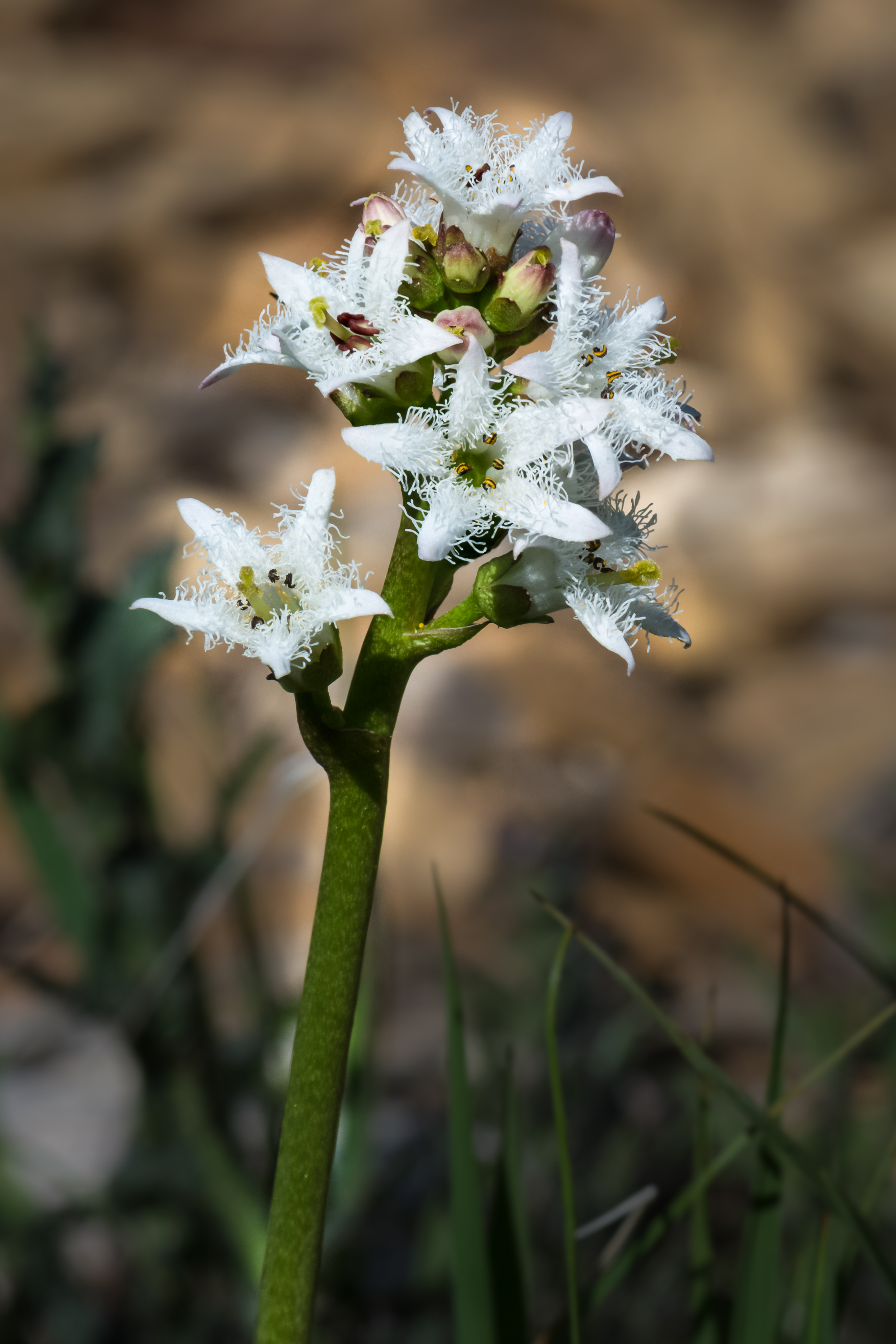
Fieberklee
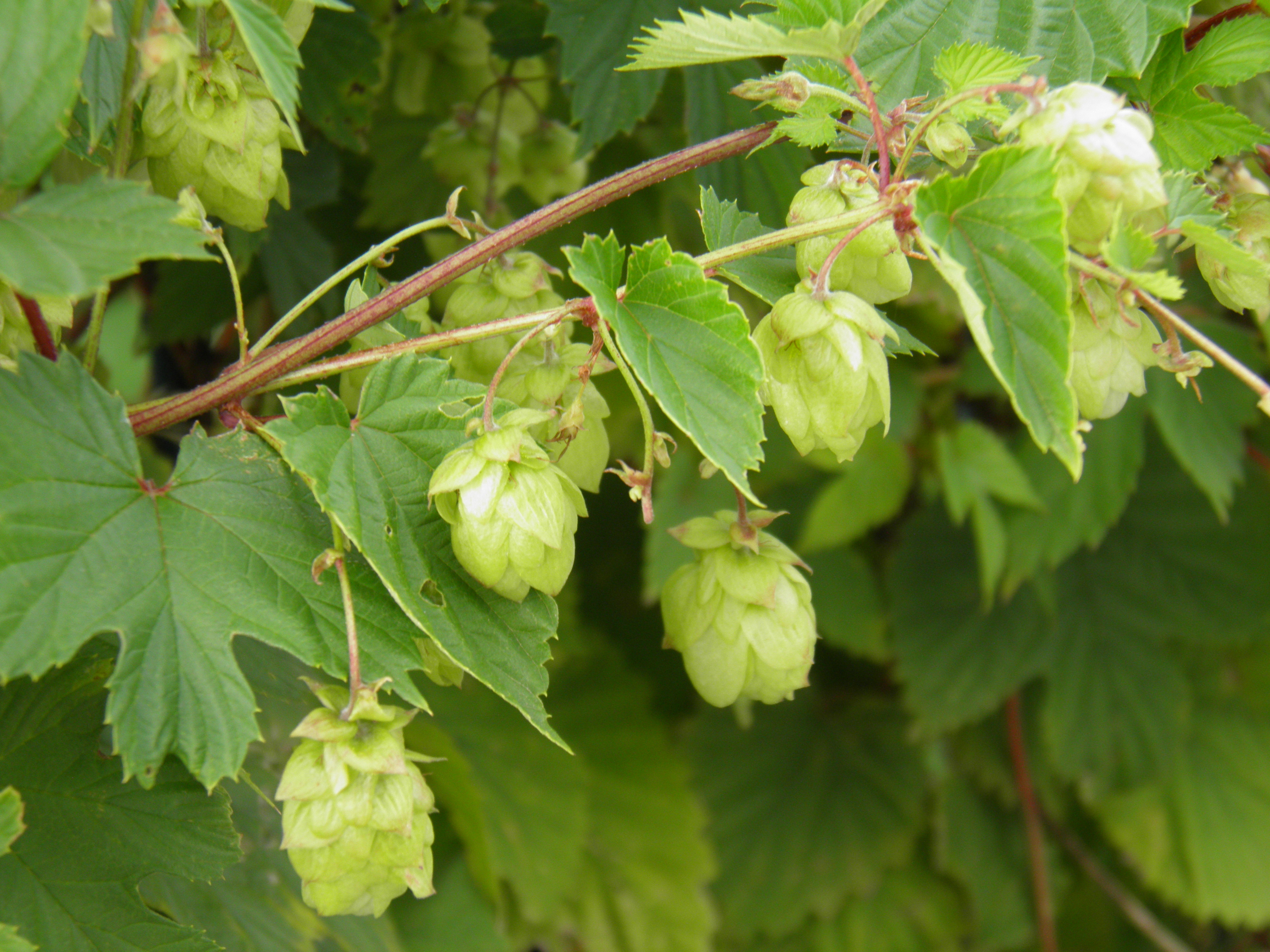
Hopfen

## Weitere Anwendungen
Der künstliche Bitterstoff Denatoniumbenzoat wird für die Vergällung von Alkohol und zahlreichen weiteren Flüssigkeiten, die beim Verschlucken insbesondere für Kinder gefährlich sind, genutzt. Beispiele dafür sind Methanol, Lösungsmittel, Reinigungsmittel oder Shampoos. Außerdem wird es in Lacken verwendet, die das Fingernägelkauen verhindern sollen.
In manchen Nahrungsergänzungsmitteln werden Bitterstoffe verwendet, welche das Abnehmen erleichtern sollen, indem sie den Heißhunger auf Süßes reduzieren sollen.

## Standardisierung
Die „Bitterkeit“ ist eine nicht objektiv messbare Eigenschaft der genannten Stoffe. Zur Abstufung und quantitativen Beschreibung dient ihr Bitterwert, der pharmazeutisch als der reziproke Wert derjenigen Konzentration, die gerade noch als bitter wahrgenommen wird, definiert ist. Der Bitterwert wird mit einer Geschmacksprüfung im Vergleich zu einer Verdünnungsreihe von Chininhydrochlorid ermittelt.
Die bitterste natürliche Substanz der Welt ist Amarogentin, ein Bitterstoff, der aus der Enzianwurzel gewonnen wird. Amarogentin ist auch in einer Verdünnung von eins zu 58 Millionen noch deutlich wahrnehmbar.